# Jean III de Mecklembourg-Werle-Goldberg
Jean III de Mecklembourg-Werle-Goldberg, (en allemand Johann III von Mecklenburg-Werle-Goldberg)
mort après le 1er avril 1352. Il fut prince de Werle-Goldberg à Parchim de 1316 à 1352.

## Famille
Fils de Nicolas II de Mecklembourg-Werle-Güstrow et de Risca du Danemark. En 1311 il assume la corégence de son père malade de la lèpre. 

### Mariages et descendance
En 1317, Jean III de Mecklembourg-Werle-Goldberg épousa Mechtilde de Poméranie ( †1332), fille du duc Otto er de Poméranie.Trois enfants sont nés de cette union :
- Jean de Mecklembourg-Werle-Goldberg ( †1341)
- Nicolas IV de Mecklembourg-Werle-Goldberg, prince de Werle-Goldberg de 1352 à 1354, en 1346, il épousa Agnès de Lindow-Ruppin fille du comte Ulrich de Lindow-Ruppin,
- Mathilde de Mecklembourg-Werle-Goldberg ( †1361), elle épousa Othon Ier de Schwerin ( †1357) : parents de Richardis de Schwerin

Veuf, Jean III de Mecklembourg-Werle-Goldberg épousa Richardis ( †1346) : deux enfants.

## Généalogie
Jean III de Mecklembourg-Werle-Goldberg appartient à la seconde branche (Mecklembourg-Werle) issue de la première branche de la Maison de Mecklembourg. Cette seconde lignée s'éteignit avec Guillaume de Mecklembourg-Werle-Güstrow en 1436.